# انایکادو
انایکادو (به انگلیسی: Anaikkadu) یک منطقهٔ مسکونی در هند است که در تامیل نادو واقع شده‌است.

## خصوصیات
انایکادو ۲٬۷۵۷ نفر جمعیت دارد.